# Impatiens brachycentra
Impatiens brachycentra är en balsaminväxtart som beskrevs av Grigorij Silych Karelin och Kir. Impatiens brachycentra ingår i släktet balsaminer, och familjen balsaminväxter. Inga underarter finns listade i Catalogue of Life.